# Thích Tâm Mẫn
Thích Tâm Mẫn tên thật là Lê Minh (sinh ngày 6 tháng 10 năm 1977), là một nhà sư Việt Nam. Ông xuất gia, tu học tại chùa Hoằng Pháp, toạ lạc tại huyện Hóc Môn thuộc địa phận Thành phố Hồ Chí Minh. Đại đức Thích Tâm Mẫn được nhiều người chú ý đến với vai trò là nhà sư "Nhất bộ nhất bái" với hành trình từ Thành phố Hồ Chí Minh đến Non Thiêng Yên Tử thuộc địa phận tỉnh Quảng Ninh.

## Thân thế
Thích Tâm Mẫn xuất thân tại vùng đất Quảng Nam với tục danh là Lê Minh. Ông xuất gia và tu học tại chùa Hoằng Pháp, Hóc Môn từ năm 2004.
Từ nhỏ, ông có ước mơ làm một sĩ quan quân đội hay một giáo viên nhưng không thành công khi thi hai lần đại học vào hai ngành này đều trượt. Năm 24 tuổi, Sư Thầy Lưu trữ ngày 1 tháng 4 năm 2022 tại Wayback Machine Thích Tâm Mẫn vào chùa Hoằng Pháp tập sự, ông xuống tóc năm 27 tuổi.
Nói về thân thế của Đại đức Thích Tâm Mẫn, Đại đức Thích Tâm Từ - phó trụ trì chùa Hoằng Pháp nhận xét: "thầy Tâm Mẫn có đầy đủ phẩm chất tốt đẹp của một người xuất gia" 
Đại đức Thích Tâm Mẫn nhận thấy con đường tu tập kèm các công phu thiền học của các bậc Thiền sư Trung Quốc, Ấn Độ, Tây Tạng, Việt Nam nên ông phát nguyện cuộc hành trình về nguồn " nhất bộ nhất bái" để tìm lại các giá trị văn hóa, lịch sử, phật giáo. Những giá trị kinh nghiệm về rèn luyện thân thể, pháp môn tu học, chính kiến trên con đường chính pháp .
Đoạn đường trên 1800 km là một phát nguyện lớn, gian khổ vì phải tiêu hao nhiều năng lượng mỗi ngày . Khi thực hiện cần phải kiên định, giữ gìn sức khỏe theo thời khóa công phu mới làm được ứng với chính niệm của 4 câu kệ :
| “ | Sám hối tội lỗi, cầu nguyện hòa bình Chí đạt quả phật, hóa độ chúng sanh. | ” |

Theo lời Đại đức Thích Tâm Mẫn, ông vừa thực hiện cuộc hành hương vừa cầu nguyện cho "Quốc thái dân an" 

## Hành trình nhất bộ nhất bái (đi một bước - quỳ bái một bước)
- Hành trình của thầy trò Thích Tâm Mẫn bắt đầu xuất phát từ Thành phố Hồ Chí Minh ngày 27 tháng 1 năm 2009 nhằm ngày mồng 2 Tết Kỷ Sửu nhằm hướng đến núi Yên Tử toạ lạc tại Quảng Ninh [4] với lịch trình lạy hành hương mỗi ngày của nhà sư Thích Tâm Mẫn thường chia làm ba khung giờ, sáng từ 3 giờ đến 6 giờ, từ 8 giờ đến 10 giờ, chiều từ 15 giờ đến 17 giờ. Ước tính mỗi ngày đại đức trung bình đi được 2 km, lạy được khoảng 3 triệu lạy và niệm được khoảng 6 triệu câu hồng danh A Di Đà Phật [1][4][5].
- Trong suốt quá trình thực hiện cuộc hành trình này, thầy Thích Tâm Mẫn nhận được rất nhiều sự ủng hộ của nhiều người.[6] Họ luôn theo dõi từng bước chân của ông. Các thông tin về chuyến hành trình của ông luôn được cập nhật bởi nhiều người lên mạng internet hay các phương tiện thông tin đại chúng.[7] Trên facebook có nhiều người ngưỡng mộ việc làm của vị đại đức nên đã lập một hội "những người ủng hộ thầy Thích Tâm Mẫn " nhằm cổ võ cho việc làm của ông. Ở các địa phương nơi ông đi qua và dừng chân luôn nhận được sự ủng hộ động viên và khích lệ của những người dân địa phương và các Phật tử. Tuy vậy cũng có những khó khăn ngoài ý muốn, như sự ủng hộ " quá khích" của một số người đã gây hiểu lầm làm ảnh hưởng đến ý nghĩa tốt đẹp của chuyến đi.[8].[9]
- Ngày 24 tháng 11 năm 2012, lúc 9 giờ 30 phút, nhà sư "nhất bộ nhất bái" Thích Tâm Mẫn đã "về đích" tại chùa Đồng, đỉnh cao nhất của Trúc Lâm Yên Tử, trước sự ngưỡng mộ của hàng ngàn Phật tử đón chờ. Phó Thủ tướng thường trực Chính phủ Nguyễn Xuân Phúc (cùng quê Quảng Nam với thầy Tâm Mẫn) cũng đã có mặt để chào đón một tu sĩ tạo nên một hiện tượng có một không hai mà có thể là kỳ tích cho Guinness Việt Nam.[5][10]
- Đánh giá về việc làm này của Đại đức Thích Tâm Mẫn, Báo Giác Ngộ nhận xét:

| “ | ... Cuộc hành trình nhất bộ nhất bái dài trên 1800 km từ chùa Hoằng Pháp, Thành phố Hồ Chí Minh đến chùa Đồng, Yên Tử, Quảng Ninh cầu quốc thái dân an của Đại đức Thích Tâm Mẫn đã kết thúc sau gần 4 năm với sự vui mừng của đông đảo Phật tử. Cuộc hành trình đầy gian nan và vất vả của Đại đức Thích Tâm Mẫn đã vun đắp niềm tin vững chãi vào Chánh pháp của hàng triệu Phật tử. | ” |